# Iglesia de San Gil (Madrid)
La iglesia de San Gil fue un templo católico en Madrid, hoy desaparecido tras haber sido integrado en el antiguo convento de San Gil.

## Historia
El origen de la iglesia se encuentra en el derribo de la iglesia parroquial de San Miguel de la Sagra en la década de 1540, dentro de las obras de reforma del Alcázar de Madrid emprendidas por Carlos I de España. La iglesia de San Miguel de la Sagra se disponía en paralelo a la fachada principal del regio alcázar y muy cerca de esta. Carlos I decidió su derribo para poder despejar la fachada principal del Alcázar. El monarca ordenó la construcción de una nueva iglesia, dedicada a San Gil, y situada también cerca del Alcázar a unas decenas de metros de la desaparecida iglesia de San Miguel de la Sagra. La construcción se inició el 14 de mayo de 1548.
La parroquialidad de este último templo pasó también a la iglesia de San Gil, continuando el papel de su antecesora como parroquia del Alcázar o parroquia de palacio.

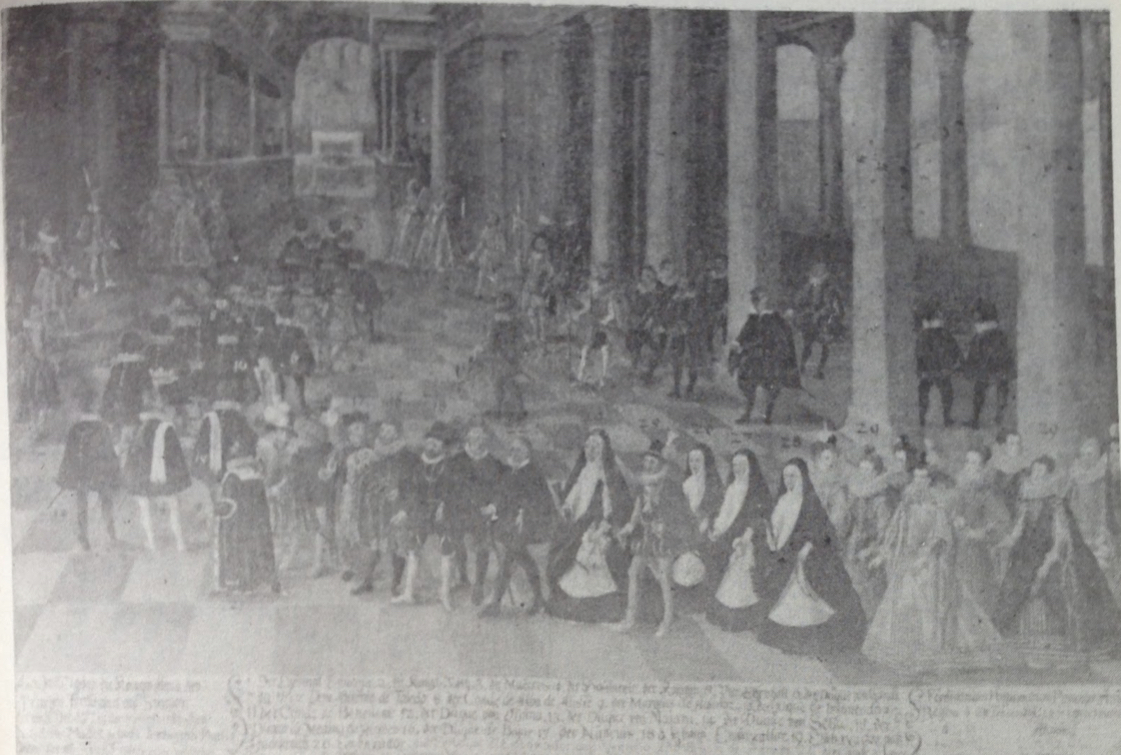
Óleo representando el bautismo del príncipe Fernando en 1573, en que se muestra el interior de la iglesia.

Fue en este papel en el que se celebraron en esta iglesia acontecimientos relacionados con la familia real como el bautizo en 1573 del príncipe don Fernando, hijo de Felipe II.
Sin embargo, tuvo diferentes problemas económicos, especialmente derivados de su falta de parroquianos por el derribo de gran parte del caserío cercano al Alcázar como consecuencia de sus obras de reforma.
En 1606 la iglesia fue entregada por Felipe III a los franciscanos alcantarinos (o de la reforma de San Pedro de Alcántara) que serían desde entonces conocidos como gilitos. La iglesia primitiva pasaría a formar parte del convento de San Gil y sería reconstruida posteriormente.
Su parroquialidad se unió a la de la iglesia de San Juan, hoy desaparecida también.

## Descripción
Se trataba de una construcción sencilla, con una sola nave y una fachada principal situada a los pies de la nave y orientada al oeste, en la nueva plaza o campo formado frente al Alcázar.
En su interior se disponían columnas jónicas y un presbiterio flanqueado por dos tribunas de orden corintio.

### Individuales
1. ↑  Quintana, Geŕonimo de (1629). «Capítulo XILX. Parroquias de S. Miguel de Sagra y San Gil Abad». A la muy antigua, noble y coronada villa de Madrid: historia de su antiguedad, nobleza y grandeza. Impr. del Reyno. p. 68. Consultado el 15 de octubre de 2023.